# Deckenfresko im Treppenhaus der Würzburger Residenz

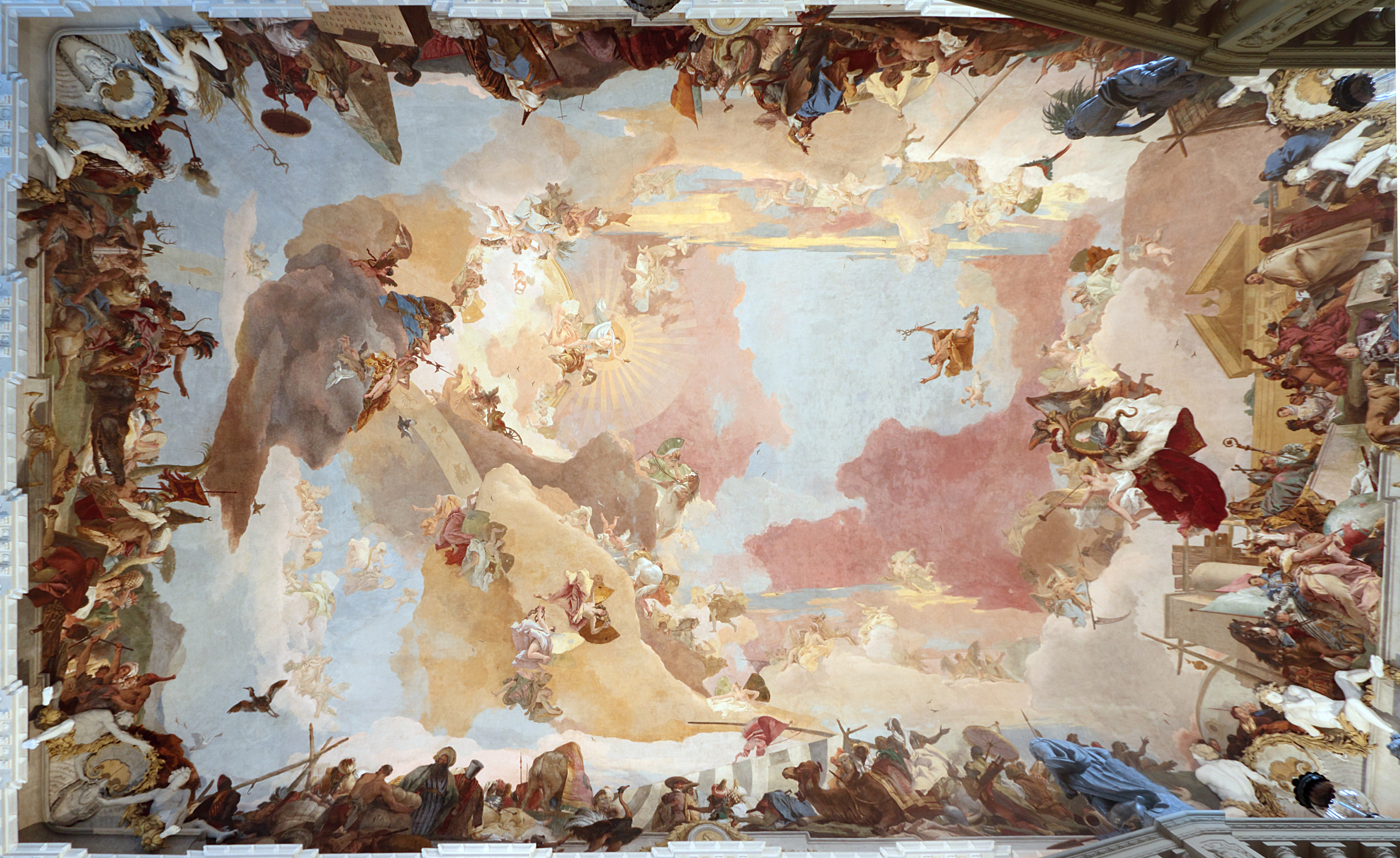
Gesamtansicht

Das Deckenfresko im Treppenhaus der Würzburger Residenz ist mit 19 m × 32 m das größte zusammenhängende Deckenfresko der Welt. Durch die Wölbung umfasst seine Fläche 677 m². Zu keiner Zeit bestand ein größeres einteiliges Fresko.  Es bildet den oberen Abschluss des repräsentativen Treppenhauses der Würzburger Residenz. 

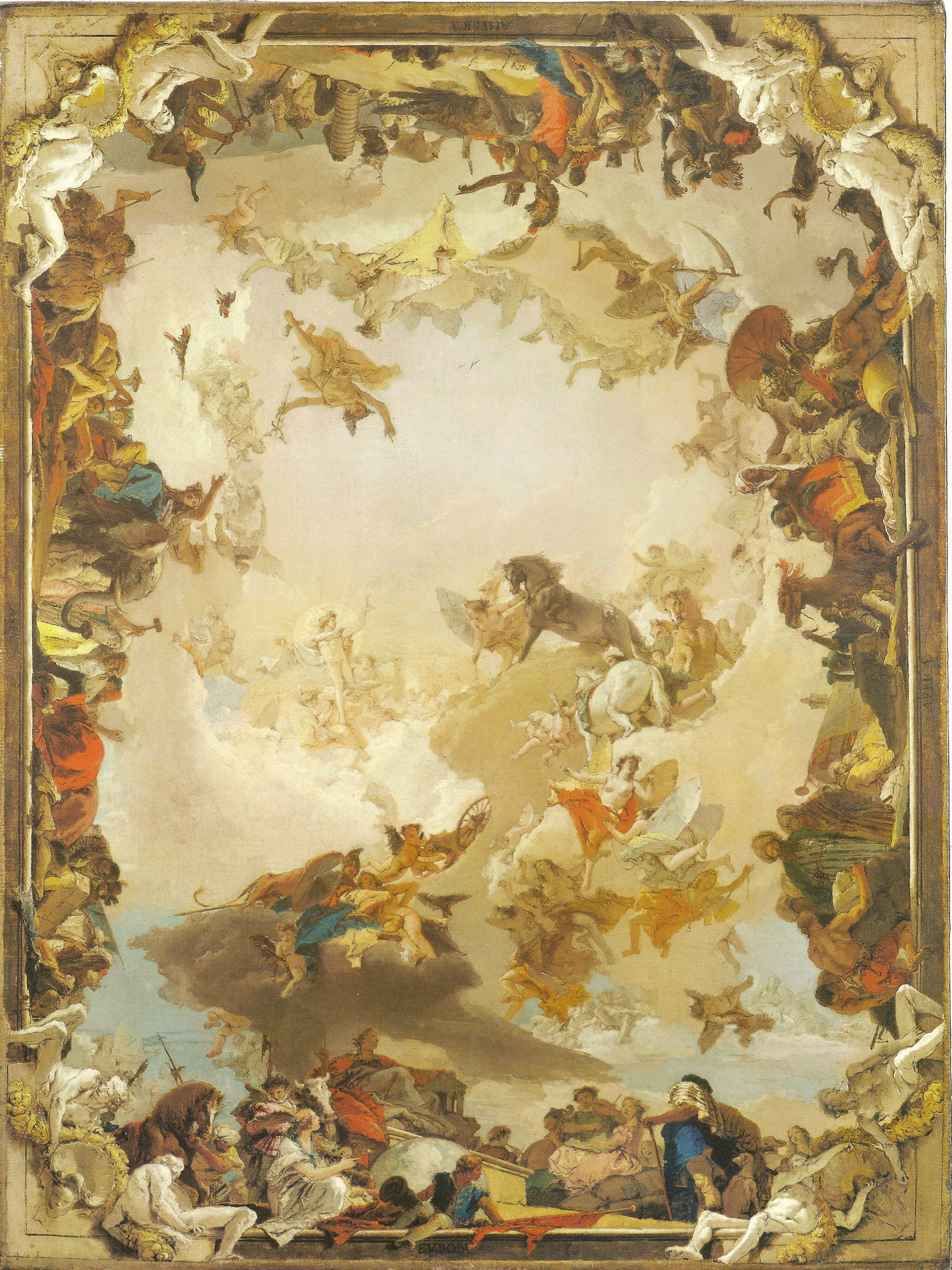
Entwurf

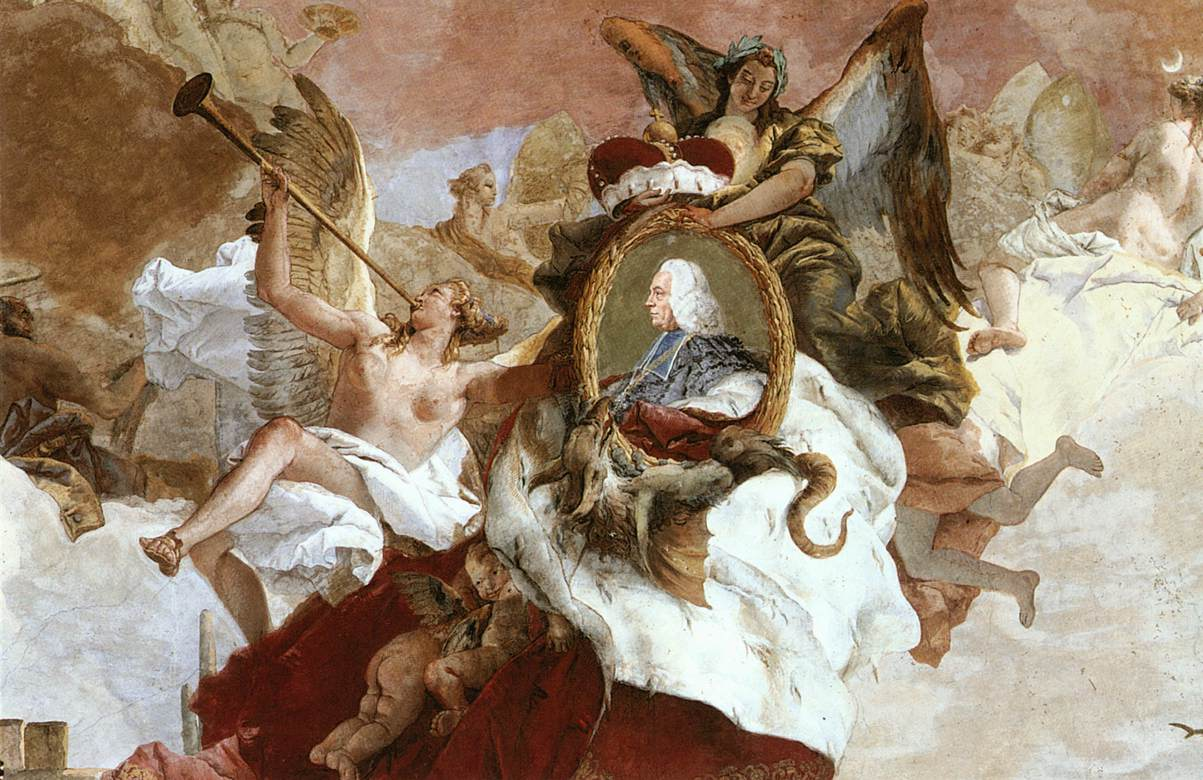
Detail mit dem Porträt des Auftraggebers, Fürstbischof Carl Philipp von Greiffenclau zu Vollrads

## Konzept und Geschichte des Freskos
Das Fresko wurde in den Jahren 1752 bis 1753 von Giovanni Battista Tiepolo, einem der führenden Freskomaler seiner Zeit, auf der Innenseite des Gewölbes aufgebracht, das von dem damals noch jungen und unbekannten Architekten Balthasar Neumann errichtet worden war. 
George Knox zufolge geht die Motivik zurück auf das Deckenfresko im Deutschen Pavillon des Dresdner Zwingers von Giovanni Antonio Pellegrini (1725). 
Dargestellt sind die vier Erdteile mit allegorischen Figuren, die Afrika, Asien, Amerika und Europa darstellen. Daneben sind der Auftraggeber, der Würzburger Fürstbischof Carl Philipp von Greiffenclau, Balthasar Neumann, der Stuckateur Antonio Giuseppe Bossi und der Maler selbst in unterschiedlich hervorgehobenen Porträts abgebildet. Vermutlich ist auch Franz Ignaz, der Sohn Neumanns, dargestellt. Alle allegorischen Figuren sind weiblich; die Zahl der Kontinente galt zum Zeitpunkt der Entstehung als komplett.
Während des Bombenangriffs auf Würzburg wurden auch große Teile der Residenz zerstört. Das wertvolle Deckenfresko blieb jedoch erhalten, drohte aber, wie weitere Fresken in den Sälen der Residenz, durch die Witterung zerstört zu werden. Am 18. Juni 1945 kam US-Offizier und Kunstliebhaber John Davis Skilton nach Würzburg. Er schützte das Kunstwerk durch Holzdächer. Als er Würzburg Ende 1945 verließ, war der erste Grundstock für den Wiederaufbau der Residenz gelegt.

## Architektonisches Umfeld
Die Würzburger Residenz war Sitz der Würzburger Fürstbischöfe, die durch den Baukörper mit seiner prächtigen Ausstattung ihre Macht und Wirtschaftskraft in Szene setzten. Besucher, die mit einer mehrspännigen Kutsche ankamen, konnten bis in das sogenannte Vestibül einfahren, wo die Kutsche ohne weitere Manöver drehen und wieder ausfahren konnte. Dieser Raum ist fünfschiffig und ruht außer auf den Seitenwänden auf einigen Säulen.
An dieses Vestibül schließt sich ein dreiläufiges Treppenhaus an (dreiläufige E-Treppe mit Halbpodest), bei dem der Besucher zunächst auf einer durchlaufenden Treppe bis auf halbe Höhe geführt wird, um dann über eine nach rechts oder links um 180 Grad gegenläufige Rampe die endgültige Geschossfläche des ersten Obergeschosses zu erreichen. Um den gesamten Treppenkomplex verläuft  ein großzügig dimensionierter Gang. Die ganze Konstruktion ist säulenlos und wird von einem Muldengewölbe überspannt.

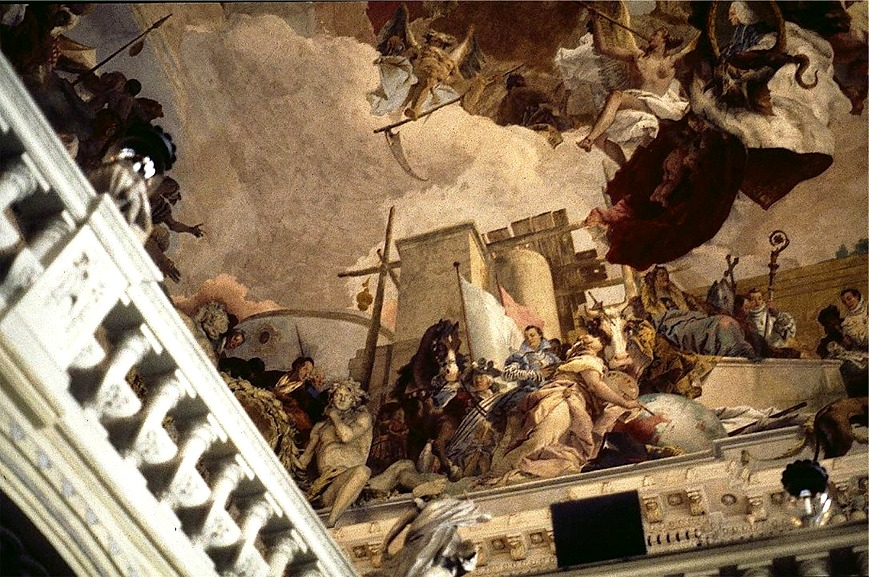
Ausschnitt: Erdteil Europa

Beim Aufgang fällt der Blick zunächst auf die nördliche Seite des Treppenhauses; der untere Teil der Treppe führt nach Norden. Im Höhersteigen kommt die allegorische Figur, die Amerika vertritt, ins Blickfeld. Ungefähr ab dem Wendepodest auf halber Höhe werden auch die Seitenwände, Afrika und Asien darstellend, immer mehr sichtbar. Erst nach einer Drehung um 180 Grad und im weiteren Hochsteigen, wobei dieses bei einer Barocktreppe durch die niedrige Tritthöhe sehr komfortabel erscheint, wird der Blick auf Europa frei. Über Europa, quasi dieses beherrschend, ist als „Gemälde im Gemälde“ auf einem Medaillon der damalige Herrscher dargestellt.
Die Größe des säulenlos überspannten Raumes kommt beim Umgang um die Treppe zur Geltung. Neutrale Farben (grau und weiß) dominieren; das Fresko ist das einzige farbige Element in diesem Teil der Residenz.
Die räumliche Wirkung wird durch das Einbeziehen des umlaufenden Simses unterstrichen, aus dem an manchen Stellen menschliche Beine mit Füßen in den Raum ragen, als Ergänzung der Figuren auf dem Bild. Teilweise sind auch Skulpturen, insbesondere in den Ecken des Simses, angebracht.